# Cerkiew św. Paraskewy w Uściu Gorlickim
Cerkiew św. Paraskewy w Uściu Gorlickim – cerkiew greckokatolicka w Uściu Gorlickim.
Świątynia znajduje się na małopolskim Szlaku Architektury Drewnianej.

## Historia
Pierwsza cerkiew w Uściu Gorlickim powstała ok. 1539 jako siedziba parafii prawosławnej. W 1691 parafia ta przyjęła unię brzeską i nowa świątynia, wybudowana w 1786, była już cerkwią greckokatolicką. W 1938 w drewnianym budynku namalowano polichromię. Po Akcji „Wisła” cerkiew przejęła parafia rzymskokatolicka, jednak po 1956 okazjonalnie były w niej odprawiane również nabożeństwa w obrządku bizantyjsko-ukraińskim, organizowane przez księdza Wasyla Hrynyka. Od 1997 wyłącznym właścicielem cerkwi jest parafia greckokatolicka.

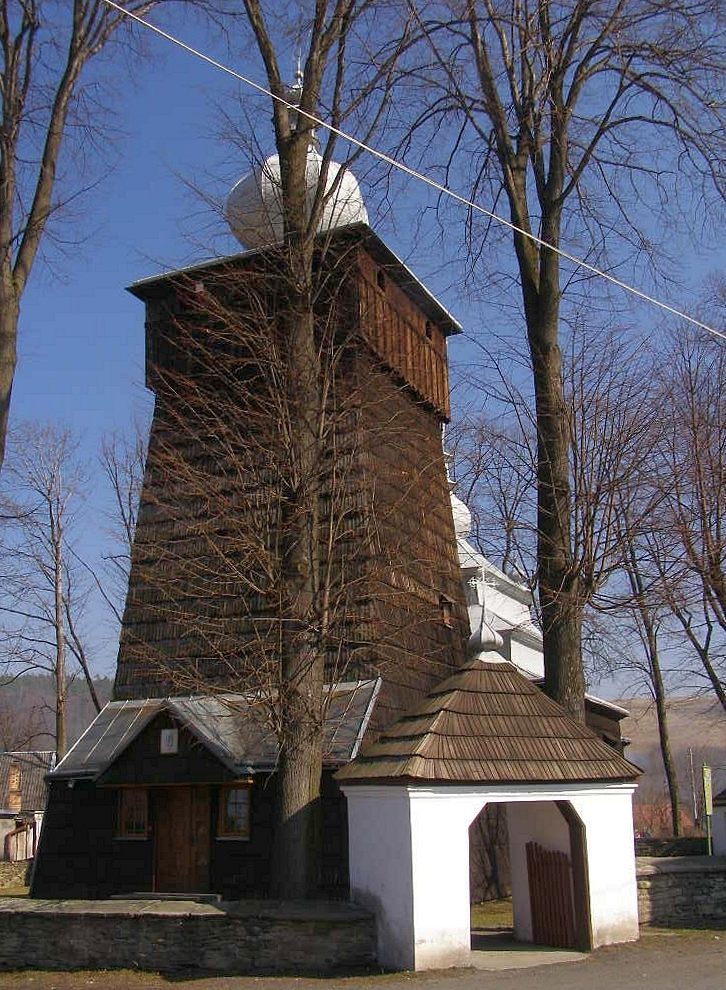
Elewacja frontowa
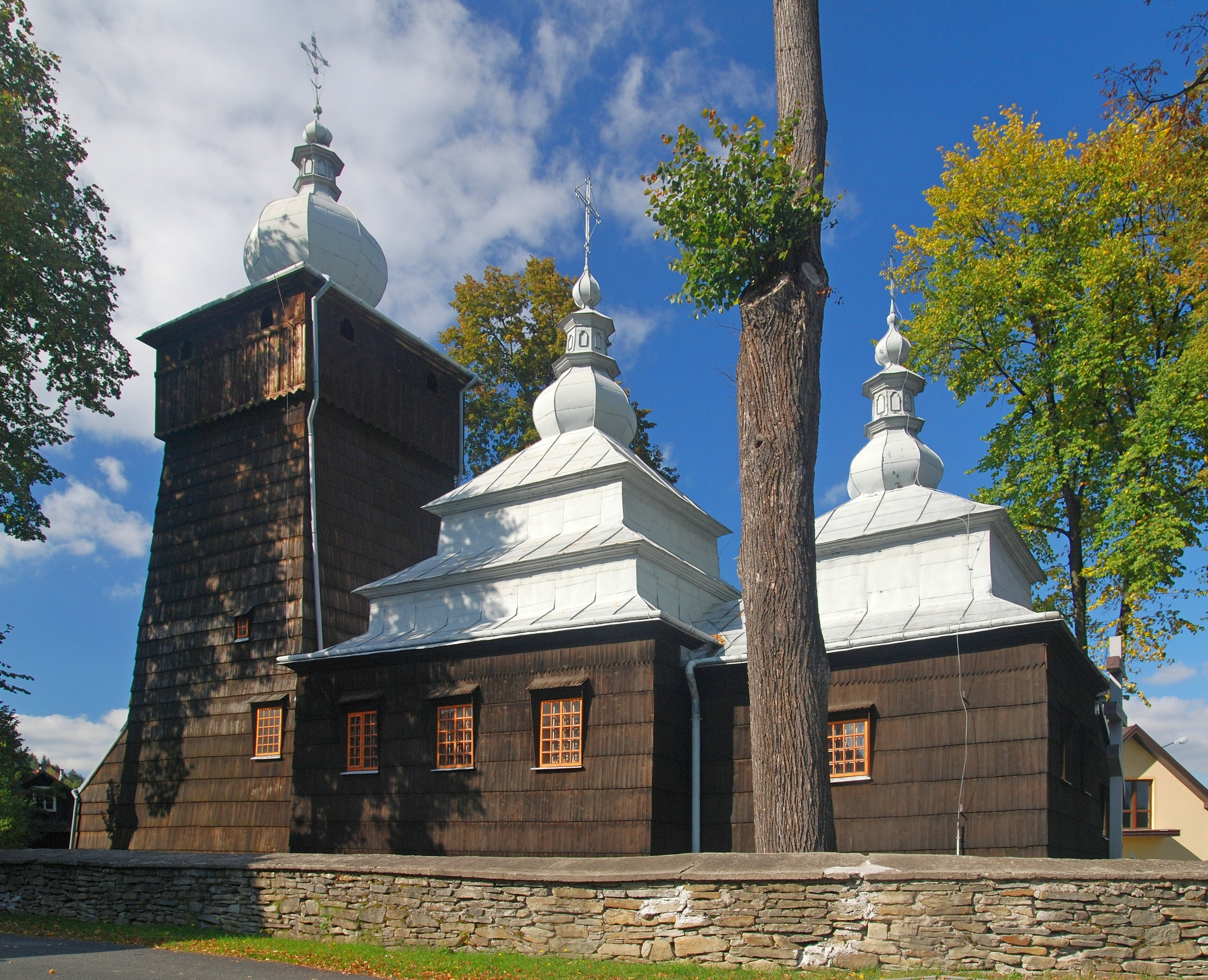
Elewacja południowa
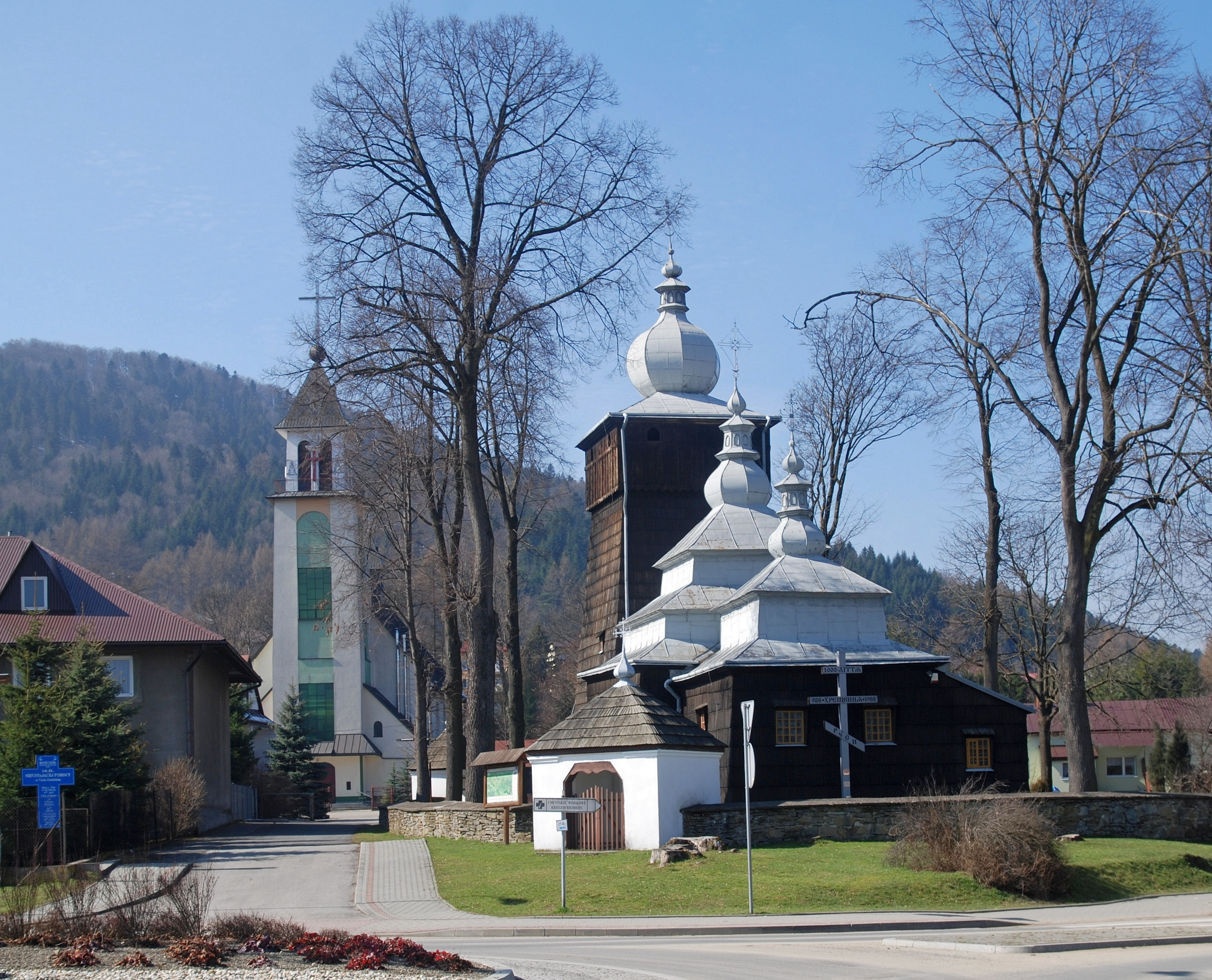
Widok ogólny

## Architektura i wyposażenie
Cerkiew w Uściu Gorlickim reprezentuje zachodniołemkowski typ budownictwa sakralnego. Jest to budowla trójdzielna. Nad przedsionkiem wznosi się wieża w typie izbicowym, zwieńczona pseudolatarnią z krzyżem. Dach kryty jest blachą. Pseudolatarnie zlokalizowano również ponad nawą i prezbiterium. Dachy kryjące cerkiew są typu namiotowego.
We wnętrzu zachowany osiemnastowieczny ikonostas i polichromia wykonana po 1938. Ikony w rzędzie namiestnym zostały ustawione na rzeźbionych cokołach z postaciami Adama i Ewy pod wizerunkiem Matki Bożej oraz grupy proroków pod ikoną Chrystusa. Z ikonostasu, jaki znajdował się w pierwszej świątyni w Uściu Gorlickim, zachowała się ikona św. Paraskewy, obecnie znajdująca się w Muzeum Historycznym w Sanoku.